# Bulbophyllum pyroglossum
Bulbophyllum pyroglossum é uma espécie de orquídea (família Orchidaceae) pertencente ao gênero Bulbophyllum. Foi descrita por André Schuiteman em 2005.